# 亚历克斯·阿扎
亚历克斯·迈克尔·阿扎二世（英語：Alex Michael Azar II，1967年6月17日—），美国律師、政治人物、药厂说客、前制药公司高管，2018年至2021年擔任美國衛生及公共服務部長。2012年至2017年担任大型药企礼来公司美国分部总裁及药厂说客团体生物技术创新组织董事会主席。2005年至2007年担任副部长。他于2017年11月13日获美国总统唐纳德·特朗普提名為新任衛生及公共服務部部長，2018年1月24日获参议院同意。

## 早年
阿扎1967年6月17日生于美国宾夕法尼亚州约翰斯敦，母亲是琳达·扎里斯基（Lynda Zarisky），父亲是黎巴嫩正教会基督徒后代亚历克斯·迈克尔·阿扎（Alex Michael Azar），他也是一名退休的眼科医生，曾在马里兰州索尔兹伯里行医30多年，也在约翰·霍普金斯医院教书。祖父于20世纪从黎巴嫩移民美国。
1981年到1985年，阿扎在帕克赛德高中上高中，1988年凭借最高学位荣誉从达特茅斯学院政府与经济系毕业，曾加入学院的Kappa Kappa Kappa兄弟会。1991年获耶鲁法学院法律博士，曾任《耶鲁法律期刊》执行委员会委员。

## 职业生涯早期

### 法律生涯

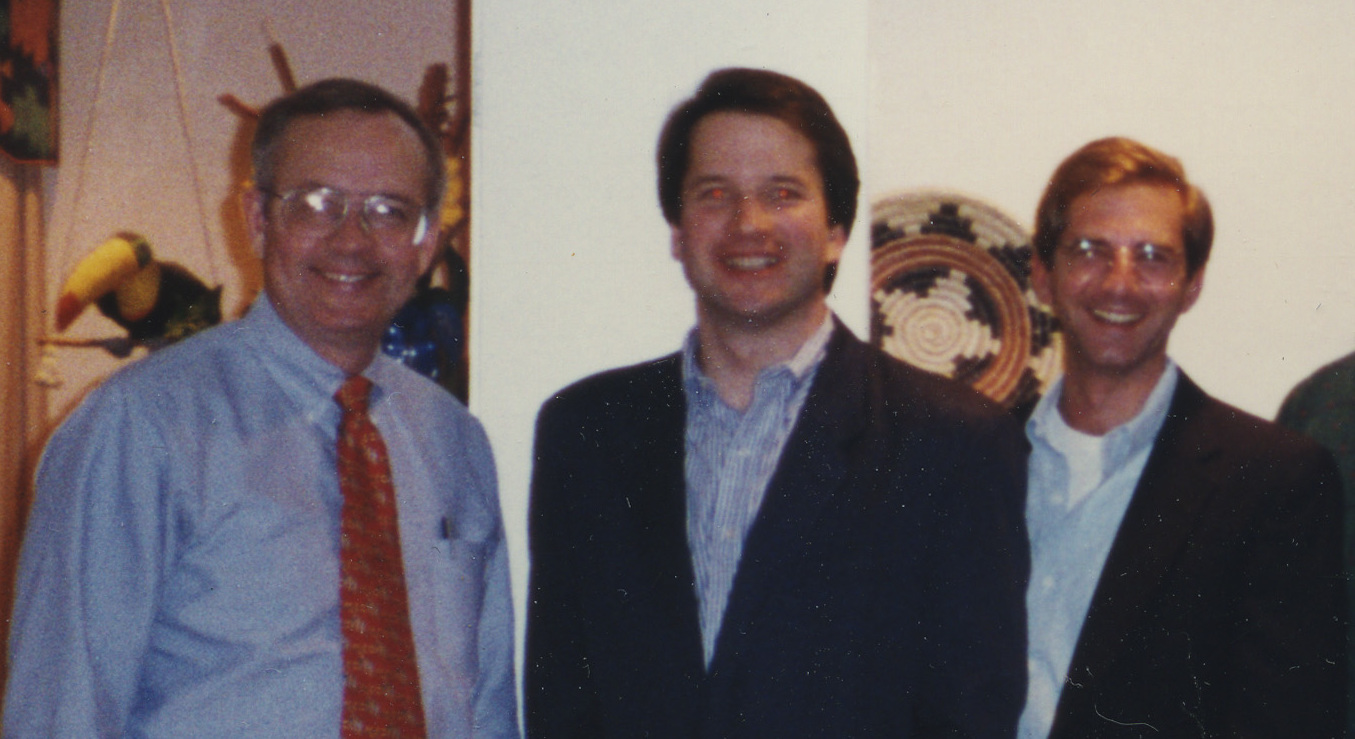
阿扎与肯·斯塔尔和布雷特·卡瓦諾，摄于1990年代。

从耶鲁毕业后，1991年到1992年，阿扎担任美国联邦第九巡回上诉法院法官亚历克斯·科津斯基的书记员。不过他只做了六个星期，便由科津斯基阁员布雷特·卡瓦諾取代他的职务。剩下的任期内，他转而担任美国联邦第四巡回上诉法院法官迈克尔·卢蒂格的书记员。自1992年到1993年，他担任美国最高法院助理法官安東寧·斯卡利亞书记员。
1994年到1996年，他担任美国独立顾问办公室顾问肯·斯塔尔的助理独立顾问，负责白水事件头两年的调查阿扎获任命的时候，他正担任斯塔尔律师事务所的助理。
1996年到2001年，他任职于华盛顿特区律师事务所威利赖恩，取得合伙人地位。

### 卫生及公共服务部总顧問與副部長時期

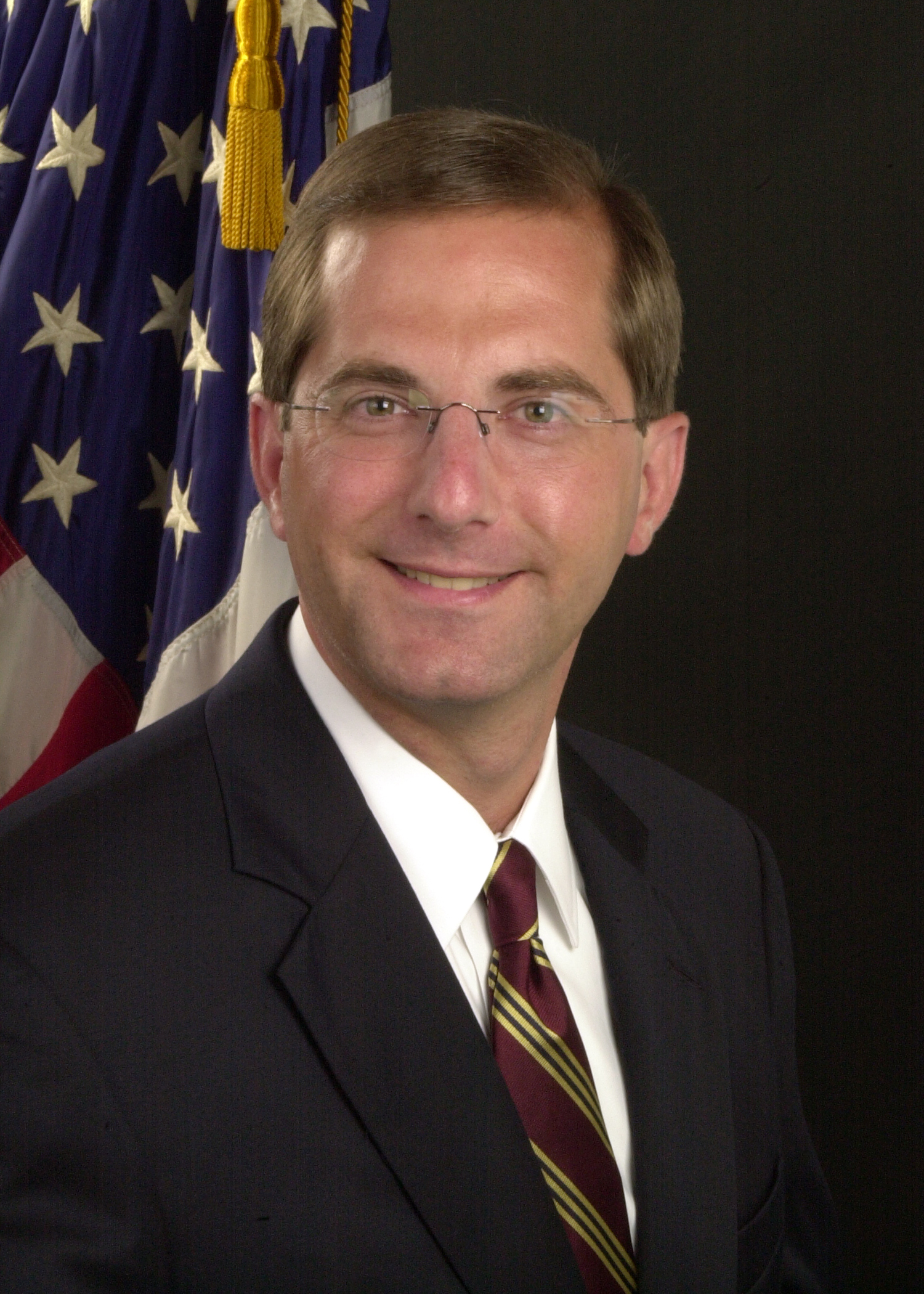
卫生及公共服务副部長時期官方照

2001年8月3日，阿扎确认担任美国卫生及公共服务部总顾问。乔治·沃克·布什的首任卫生及公共服务部长汤米·汤普森表示，阿扎在应对2001年炭疽袭击的工作中发挥了重要作用，保障了天花疫苗的预备工作，也妥善处理了嚴重急性呼吸系統綜合症和流行性感冒疫情。2005年7月22日，阿扎确认担任卫生及公共服务副部长。两个工作都获得参议院的一致确认同意。
在迈克·莱维特部长手下的副部长阿扎监督卫福部的运作，部门的年度预算到他就任部长的2017年涨到了1万亿美元。阿扎领导了卫福部规章的起草和通过，致使美国政府全力鼓励全球制药和医疗器械企业创新，同时他也带领部门响应总统乔治·沃克·布什改善政府效能的倡议。
阿扎于2007年辞职。

### 礼来公司
2007年6月，阿扎获礼来公司首席执行官西德尼·陶瑞尔聘为公司首席说客，兼公司事务和传播高级副总裁发言人。民主党参选人贝拉克·奥巴马赢得2008年美国总统选举后，阿扎辞任该职务，而公司希望起用共和党人取代共和党人阿扎的职务。
2009年4月，阿扎担任礼来美国托管医疗服务及波多黎各分部副总裁。2009年，公司支付14.15亿美元解决于1999年到2005年间推广抗精神病药奥氮平（Zyprexa）药品核准标示外使用产生的刑事指控。
自2012年1月1日起，阿扎担任礼来美国总裁，负责公司在美国的所有业务。在阿扎的带领下，药品价格大幅上涨，其中一款最为畅销的胰岛素药价格翻了三倍，因此公司与另外两家企业后来面临着被指利用药品定价系统增加胰岛素利润的集体诉讼。阿扎利用该职务，还出任了药厂说客团体生物科技创新组织董事会成员。
2017年1月，阿扎在公司重组的浪潮下离开礼来，“另谋高就”，同时辞任了生物科技创新组织董事会成员。

## 卫生与公众服务部长時期

### 提名与任期

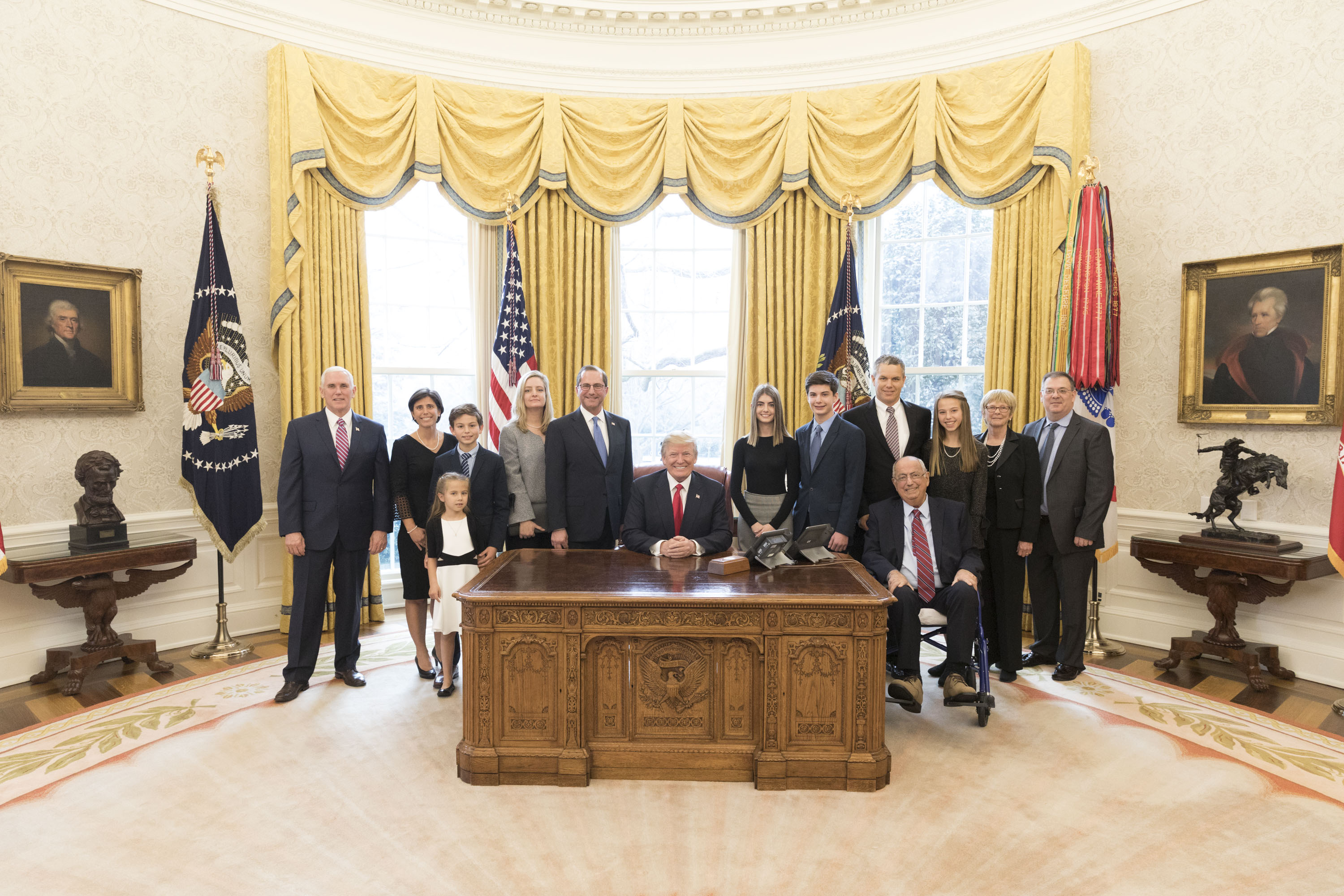
阿扎宣誓就任美国卫生与公共服务部长当天，与家人们一起和特朗普总统和彭斯副总统合影。

2017年11月13日，特朗普总统通过Twitter宣布提名阿扎出任下任卫生部长。许多提倡医保的人士对提名表示担忧，指阿扎之前有过给药品涨价、反对患者保护与平价医疗法案的历史，提倡建立了一个满足全体美国人医保需求的“自由市场”。批评者指出，阿扎担任礼来总裁的时候，同意给胰岛素药物涨价。尽管反对声音不断，阿扎的提名过程还是相对比较顺利。2018年1月24日，参议院55比43的票数通过阿扎德提名，反对者多为民主党人。其中一位投反对票的参议员、来自俄勒冈州的荣·怀登位列参议院财政委员会，他表示阿扎在礼来的时候“......从来没有同意过药物降价，别说一次了”。
阿扎于2018年1月29日在副总统彭斯的监督下宣誓就任。

### 医疗政策

#### 平价医疗法案
预测显示，阿扎会反对奥巴马医改：“今年会有一项呼吁废除奥巴马医改的法律通过，我不知道内容会是怎么样，但会有这样的一条法律。”面对医改方案，阿扎表示卫福部有能力“做得更好”。

#### 堕胎
阿扎反对堕胎。在书面回复参议员派蒂·莫瑞时，阿扎提到了卫福部未来的政策：“卫福部的使命是提升全体美国人的健康和福祉，这其中包括未出生的人。”

#### 法规
《纽约时报》认为，阿扎的监管方式跟他丑闻缠身的前任汤姆·普莱斯比起来很不同。《泰晤士报》认为，“与他的前任（以及大多数特朗普内阁部长）截然不同的是，他似乎在享受写新法规的机会，而不仅是摆脱奥巴马时代的法规。”。

### 2019冠狀病毒病

#### 疫情
2020年1月28日，阿扎表示特朗普政府暂不计划宣布在中国扩散的2019冠狀病毒病疫情为公共卫生紧急事件。他声称美国民众面临的风险很小，但也承认至少30个州的政府正在监测潜在病例：“我会毫不犹豫地动用我所需要的全部权力，保障我们采取一切措施保护美国人民，不过我会在合适的时机动用。”佛罗里达州参议员里克·斯科特和众议员范恩·布肯南及其他共和党人要求马上宣布公共卫生紧急事件，从而筹集必要的联邦资金应对潜在的疫情。当时，阿扎认为，美国只有五个确诊病例，尚未确定病毒人传人，确诊的病历都去过疫情原发地中国武汉市：“这或许是非常严重的公共卫生威胁，不过美国人现在无需担心他们的安全”。他在说这话的时候，病毒已经造成中国至少106人死亡，另有4500个病例确诊。2月27日，加利福尼亚州民主党众议员杰米·戈麦斯透露，他已经联络到美国卫生及公共服务部的一名吹哨人，吹哨人被派去处理接触过病毒的人士入境。他指控卫福部派去加利福尼亚州隔离检疫点的人士缺乏足够的防护服，也没有接受过应对传染病的足够训练，尽管他们和有充足保护装备的疾控中心人员一同工作。吹哨人还表示，怀疑措施不够的人士会面临清算。阿扎回应了戈麦斯提出的问题：“急迫的态度不能抵偿违反隔离和检疫协议的行为......我想知道全部实情，采取适当的补救措施”阿扎坚持所有疾控中心员工都遵守了谨慎的协议。美国参议院财政委员会高级成员怀登也于2月28日通过要求信，直接询问了阿扎为什么卫福部儿童和家庭管理局的员工即便缺乏相关领域的专业知识和充足的信息，仍要被迫前往加利福尼亚接触被隔离检疫的旅客，之后又没有对他们进行清洁，确保他们回到所负责的工作站前没有携带病毒。怀登要求阿扎在3月6日前回复信函。

#### 疾控中心
阿扎身为卫福部长，也是传染病控制机构美国疾病控制与预防中心的負責人。美国境内监测出73个疑似病例的同时，疾控中心在20间机场加强监测冠状病毒疑似病例。阿扎表示有可能禁止任何来自中国的旅客入境，因此必须考虑所有选择。阿扎要求中国政府允许疾控中心的专家团队入境，可以是直接派团，也可以和世界卫生组织的团队一道，帮助中国当局了解病毒。提到17年前的SARS疫情，他表示：“我可以说中国政府跟我们合作和互动的姿态，跟2003年的完全不同，我要赞扬他们的帮助”，但他补充，“但是让世卫组织、疾控中心的专家协助中国专家”很重要。世卫已经与中国当局达成协议，尽快让国际专家到访该国。然而，世卫未进一步提供细节。

#### 国会作证要求拨款
2月25日，阿扎出席参议院拨款委员会应对2019冠狀病毒病疫情的听证会。路易斯安那州共和党参议员約翰·尼利·甘迺迪询问阿扎和扎德·沃夫病毒的死亡率。阿扎表示，季节性流感的致死率是0.1%，而目前估计2019冠状病毒病的致死率在1%到2%之间，但由于存在未报告的轻症病例，确诊总数尚未确定。肯尼迪对简报很不满意，表示“大多数简报都是一派胡言”、“他们是在回答问题，但是在闪躲、摇摆、胡编乱造。我知道很多他们不知道的事情。我有的。但他们需要直白地回答问题。他们都说要建专家组，建委员会——不能解决问题的委员会！”特朗普政府的官员试图缓解人们对25亿美元拨款的请求无法解决流行病的担忧。部分共和党人连同民主党人批评拨乱请求，指缺乏在美国本土遏制病毒的连环政策的透明度。另一位共和党人、来自阿拉巴马州的参议院拨款委员会主席理查·謝爾比告诉阿扎：“如果你像这样低调处理，就等着迟点拿到钱吧。”宾夕法尼亚州民主党国会议员不倫丹·博伊爾问阿扎如何为在面临一场独一无二的全球性健康危机之时，“大幅度削减”疾控中心预算的问题辩护。而两年前，一个全球卫生组织联盟反对特朗普计划将疾控中心协助快速识别和抑制疾病暴发行动的国家从49个减少到39个，联盟联盟写信给阿扎尔，认为这些计划对国防至关重要。

#### 病毒检测
由于疫情早在2019年12月便开始暴发，政府有时间在病毒传播到美国大陆之前做好准备。然而，批评者指阿扎调动资源不够快。因此，污染和延迟阻碍了美国测试病毒的能力，延误则有时候归咎于阿扎。3月2日，阿扎被批评准备不足，可能会加速病毒传播。部分批评人士指缺乏对可能传播病毒人士进行确定测试，称中国已经测试了100万人，而疾控中心才测了不够500人，结果已经被实际上确认到病毒的测试被潜在的污染因素削弱，导致结果出现错误。事态已经迫在眉睫，有效遏制疾病传播的机会窗口实际上已经关闭。而卫福部和及控制中心在政策制定方面存在实质性的内部争执。

#### 疫苗
阿扎认为，冠状病毒的疫苗最好由药企寻找、生产和销售。在被问到疫苗的成本时，这位前药企说客表示价格会很高，但最终的结果是供应一款重要的疫苗，即便许多美国人买不起。

#### 被削权
2月26日，特朗普罕见召开记者会，宣布副总统迈克·彭斯将协调政府抗击该病毒，而这个决定阿扎适才得知。翌日，彭斯表示美国艾滋病全球协调员德博拉·L·比克斯将成为“白宫冠状病毒协调员”，是负责应对大流行病的第三人。

### 訪問臺灣

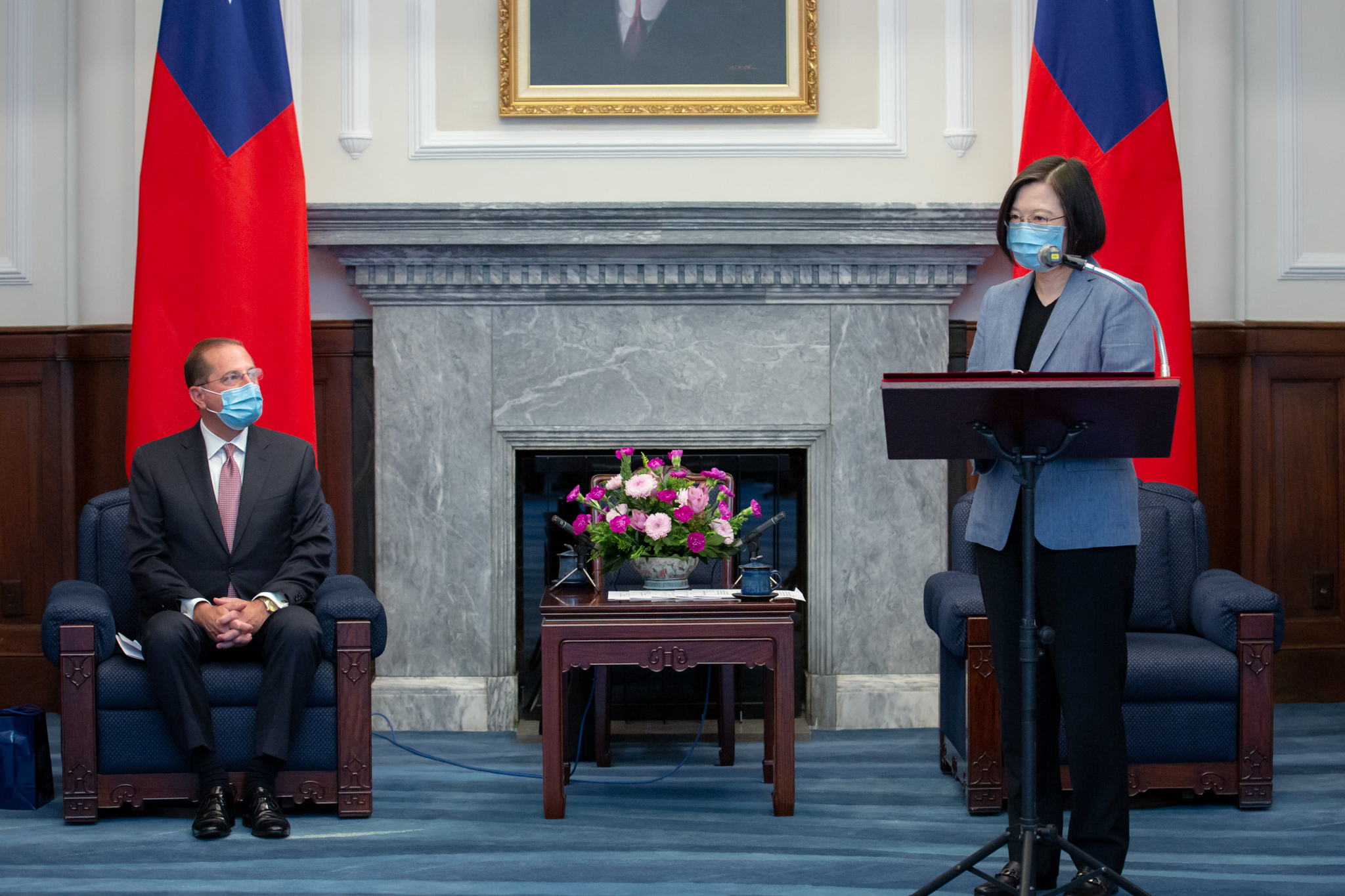
2020年8月10日，總統蔡英文接見美國衛生部長阿薩爾訪問團

2020年8月9日，阿扎率團搭乘美國空軍C-40B行政專機抵達臺灣臺北松山機場，展開對臺灣的訪問行程，不僅成為六年來首位訪臺的美國內閣官員，就美國總統繼任順序而言，也是1979年以來訪臺層級最高的美國內閣官員。阿扎於10日進行簡報，表示此行是為了傳達唐納·川普總統對台灣在全球衛生領導地位的支持、重申美國對台灣的支持，以及展現美台在全球衛生和健康安全等議題的活躍夥伴關係。10日下午，在陳時中及阿扎的共同見證下，由臺灣美國事務委員會主任委員楊珍妮及美國在台協會台北辦事處處長酈英傑代表雙方於臺北簽署「醫衛合作瞭解備忘錄」。

### 提出辭職
2021年1月12日，阿扎在2021年冲击美国国会大厦事件之后提出辞职，並於同月20日拜登政府上任時生效。

### 中國制裁
2021年1月21日，中華人民共和國外交部宣布對28名美國人及其親屬實施制裁，阿扎是其中一人。

## 个人生活
阿扎是正教会基督徒，他与妻子和两个孩子住在印第安纳波利斯。阿扎曾任HMS控股董事会成员两年，之后历任美国德国委员会董事会成员及策略规划委员会主席、印第安纳波利斯交响乐团主席。他亦曾任医疗保健领导委员会的董事会成员及财务主管、全国制造商协会董事会成员和印第安纳波利斯国际机场管理局人力资源委员会主席。
根据响应政治中心指出，阿扎是共和党人，曾帮助迈克·彭斯、米奇·麥康諾、奥林·哈奇、拉馬爾·亞歷山大、傑布·布希和唐納·川普的竞选活动。